# Leonid Habarov
Leonid Habarov (în limba rusă: Леони́д Васи́льевич Хаба́ров) (născut la 8 mai 1947 în Shadrinsk) – militar sovietic și rus, un membru al războiului din Afganistan, un colonel pensionar, un critic major al ministrului rus al Apărării, Anatoli Serdiukov. Celebru în primul rând, că aceasta era a lui asalt batalion de aer, prima a Armatei a 40 a trecut granița cu Republica Democratică Afganistan, și după 450 km tranziție, fără pierderi a devenit de importanta strategica Salang Pass, și el însuși, cu rang de căpitan, a fost primul său comandant sovietic. Pentru curajul și eroismul în exercitarea dreptului internațional în Republica Democratică Afganistan, Leonid Khabarov acordat Ordinul Banner Roșii și Ordinul "pentru servicii militare", precum și medalii. După descărcarea acestuia de la Forțele Armate, condus de Institutul de Tehnică Militară, educația și siguranța Universitatea Tehnică de Stat și, de asemenea, a fost ales vicepreședinte al organizației regionale Sverdlovsk a "Uniunea veteranilor din Rusia Afganistan".

## Serviciu în cadrul Forțelor Armate
În 1972 a absolvit Școala de la Riazan superior de comandă Airborne și tânărul ofițer de serviciu a început în calitate de comandant al unui pluton de recunoastere. Apoi, comandantul de batalion cercetare, aer. El a servit în Marea Baltică, la Moscova, Turkestan Militar District.
Chiar ca un comandant de pluton de recunoaștere, el a câștigat respectul și subordonații și superiorii. Și când capul de o companie, pentru a afla despre el, nu numai în diviziunea sa natală. Doi ani a avut loc campionatul de cercetași în aer. Ordonatorul de Leonid Khabarov nu a servit la jumătate de putere. Ar fi nefiresc pentru un om în dragoste cu munca sa. Vasile Filippovich Margelov văd o dată, ca un efect de companie Khabarova pe scară largă exerciții, a apreciat imediat ofițer promițători tineri. La scurt timp după Leonid Khabarov a fost numit comandant al unui batalion de asalt aerian. Cu el a plecat în Afganistan.

## Războiul Afgano-Sovietic
La sfârșitul lunii decembrie 1979, batalion sub comanda căpitanului Gărzii Khabarova a luat sub protecția unui site strategic important – Pass Salang, care Kabul legătură cu Uniunea Sovietică. Cercetașii sub comanda a ajuns Khabarova Salang pentru 22 de ore, fără o pierdere singur. Dușman care pur si simplu nu au observat – cea mai mare a modului de trecut sub acoperirea întunericului.
Adversarul  pur și simplu nu ia observat – o mare parte din drum au trecut sub acoperirea întunericului. Mulțumită tacticii corecte, au luat în liniște sub control trecerea și au pus protecție tunelului. Dacă adversarul lar fi lichidat, ar fi fost mai rău. Cercetătorii au luat obiectul de serviciu , putem spune cu mîinele goale. Ei sau distrat din tot sufletul, serviciul prin radiou a raportat că trupele sovietice au eșit pe teritoriul Avganistanului. Si după o yi și o noapte conducerea țării a recunoscut acest fapt, anunțind oficial introducerea de trupe în țară. O lună și jumate au ținut parașutiștii în Salang, apoi iau predat la regiment pușcă cu motor și sau mișcat mai departe.

## Rană
Pe 13 aprilie 1980, Leonid Khabarov a fost rănit pentru prima oară. El a fost rănit în umăr, următorul cartuș la lovit tot în aceiași mînă putin mai jos de cot. El încă era în conștiință. Cu atît mai multel a scos un soldat rănit al afganistanului și a îndreptat 2 grupe. Conștiința sio pierde în elicopter. Mîna lui Leonid Khabarov a fost salvată ca prin minune, au fost effectuate 7 operații. De la început medicii chirurgicau cusut bucățile de piele ale mîinii drepte. Medicii din Tașkent lau revenit pe ofițer dintro stare gravă și lau transmis spre Moscova în spitalul lor militar. La Spitalul Militar Burdenko și mai târziu la tratamentul ortopedic în ȚITO (Institutul Central de Traumatologie și Ortopedie).
A doua călătorie a durat din octombrie 1984. până în septembrie 1985. Leonid a fost trimis la șeful Statului Major al Brigăzii 56 (Gardez). Opt luni mai târziu, în timpul unei misiuni de luptă a condus cu un detașament de Barikotom oferind una dintre coloane. Detașamentul a căzut întro cursă, și sub împușcături de gloanțe a căzut întro prăpastie cu pietre care avea 20 de metri înălțime. În urma acestui accident leonid Vasilevici sa ales cu multiple răni (clavicula și trei coaste rupte, mina dreaptă din nou este traumată). El sa aflat la reabilitare în Kabul și Tașkent.

## Activități sociale
În 1991, colonelul L. Khabarov este șef militar de catedră, și apoi a departamentului militar din Ural, Universitatea Tehnică de Stat (din 2003 – instituția militară de învățământ și tehnica de securitate). El a susținut teza sa. El a fost decorat cu Ordinul Steagul Roșu, Ordinul "pentru servicii militare", și multe medalii. Lucrător Emerit al învățământului profesional. El a fost onorat să lucreze președinte adjunct al organizației Sverdlovsk o instituție  regională a organizației obștești "Uniunea veteranilor din Rusia afganistan."

## Aresta
19 iulie 2011, colonelul Khabarov a fost arestat și este în prezent în curs de investigare și este conținută în închisoare preventivă la Ekaterinburg, pe suspiciunea de "rebeliune armată și implicarea altora în activități teroriste." În diferite orașe ale Federației Ruse, precum și de la misiunile diplomatice ruse și oficiile consulare din CSI, a avut loc mitinguri de susținere a colonelului Khabarova și proteste împotriva detenției sale.